# Cybianthus schwackeanus
Cybianthus schwackeanus är en viveväxtart som beskrevs av Carl Christian Mez. Cybianthus schwackeanus ingår i släktet Cybianthus, och familjen viveväxter. Inga underarter finns listade i Catalogue of Life.